# 支东加拉古城
支东加拉古城，位于中国青海省兴海县河卡乡宁曲村，为第四批青海省文物保护单位，公布日期为1986年5月27日，类型为古遗址。
支东加拉古城的历史年代为待定。